# Behawioryzm (literatura)
Behawioryzm – termin literaturoznawczy, przeszczepiony na grunt nauk literackich z nauk psychologicznych. Stosowany jest na określenie rodzaju techniki narracyjnej lub tendencji literackiej, występującej w danym utworze.

## Znaczenia terminu
- Behawioryzm rozumiany jako sposób narracji charakteryzuje się brakiem w wypowiedziach narratora bezpośrednich informacji o przeżyciach, stanach psychicznych czy uczuciach bohaterów. Informacje takie mogą pojawić się jedynie w formie przytoczenia opinii wygłaszanej przez jedną z postaci przedstawionych lub odczytywane przez czytelnika ze sposobu zachowania się postaci. Uniemożliwia to stosowanie analizy psychologicznej na poziomie wypowiedzi narratora, ogranicza też znacznie stosowanie narracji pierwszoosobowej – narrator nie może opowiadać o własnych uczuciach i przeżyciach. Ponadto utwory pisane tą techniką charakteryzują się często rozbudowaną warstwą dialogową.
- Behawioryzm jako tendencja literacka dotyczy prozatorskich utworów fabularnych. Wiąże się zazwyczaj z niezawierającą komentarza narracją, prowadzoną przez trzecioosobowego, niewidocznego narratora.

## Historia
Behawioryzm ukształtował się w literaturze Stanów Zjednoczonych, niedługo po zakończeniu I wojny światowej, jako reakcja na uprawianą licznie we wcześniejszych latach prozę opartą na analizie psychologicznej i jako przeciwieństwo prozy tworzonej na zasadzie monologu wewnętrznego i strumienia świadomości. Utwory o tendencji behawiorystycznej tworzyli w okresie międzywojennym m.in. Ernest Hemingway (In Our Time) oraz John Steinbeck (Myszy i ludzie). W prozie europejskiej behawioryzm spopularyzował się w połowie lat 40., w związku ze wzrostem zainteresowania prozą amerykańską.

### Behawioryzm w literaturze polskiej
W Polsce tendencje behawiorystyczne w prozie pojawiły się po 1945 roku. Stanowiły one początkowo reakcję na prozę psychologiczną, wynikały również z doświadczenia II wojny światowej, postrzeganego jako doświadczenie, które wymaga specyficznego i innego niż dotychczasowe ujęcia w literaturze. Tendencje behawiorystyczne reprezentowały ówcześnie m.in. Medaliony Zofii Nałkowskiej, opowiadania Tadeusza Borowskiego i Buty Jana Józefa Szczepańskiego. Recepcja behawioryzmu w Polsce zatrzymała się w okresie 1949–1950, ze względu na narzuconą przez państwo konwencję socrealizmu. Ta tendencja literacka zyskała popularność po 1954, kiedy to polityka kulturalna państwa stała się mniej rygorystycznie przestrzegana. Początkowo behawioryzm stosowany był jako sprzeciw wobec socrealizmu, popularności zyskiwała mu także fala przekładów z literatury amerykańskiej i wzmożone zainteresowanie krytyki. Powstały wtedy m.in. opowiadania Marka Hłaski, Ciężar Tadeusza Różewicza oraz Benek kwiaciarz Marka Nowakowskiego. Behawioryzm jako ostro zarysowana tendencja zaczął zanikać w literaturze polskiej w połowie lat 60. Od tego momentu stawał się jedną ze strategii pisarskich, stosowanych w połączeniu z innymi typami narracji.